# Motor Lublin (piłka nożna) w sezonie 1982/1983
Sezon 1982/1983 był dla Motoru Lublin 13. sezonem na drugim szczeblu ligowym. W trzydziestu rozegranych spotkaniach, Motor zdobył 41 punktów i zajął 1. miejsce w tabeli. Po raz drugi w swojej historii zespół uzyskał awans do I ligi. Trenerem Motoru był Lesław Ćmikiewicz.

## Przebieg sezonu

### Letni okres przygotowawczy – Puchar Intertoto
Na początku czerwca 1982 ogłoszono, że nowym trenerem Motoru został Lesław Ćmikiewicz. 26 czerwca 1982 Motor przystąpił do rozgrywek o Puchar Intertoto. Zwycięzca grupy, w której rywalizował lubelski zespół miał otrzymać 14 tysięcy franków szwajcarskich. Pierwszy mecz w turnieju z duńskim Lyngby BK miał miejsce w Kopenhadze i zakończył się bezbramkowym remisem. W kadrze Motoru zabrakło między innymi Andrzeja Rejmana, Roberta Grzanki, Jerzego Szczeszaka, Wiktora Pełkowskiego, Wojciecha Rabendy i Zbigniewa Krzywickiego. Zastąpili ich juniorzy m.in. Tomasz Jasina, Mirosław Morawski i Dariusz Wyroślak. Pierwszy mecz w roli gospodarza w Pucharze Intertoto Motor rozegrał tydzień później. Ze względu na sąsiedztwo stadionu Startu, na którym odbywały się w tym samym czasie mistrzostwa Polski w lekkoatletyce, spotkanie z FC Luzern odbyło się na stadionie Lublinianki i zakończyło się remisem 2:2.
10 lipca Motor odniósł trzeci remis w turnieju. Na stadionie przy al. Zygmuntowskich zremisował z Lyngby 2:2. W czwartej kolejce Motor zanotował pierwszą porażkę. W wyjazdowym, rozegranym w miejscowości Willisau spotkaniu z FC Luzern, lubelska ekipa przegrała 0:1. W następnej odniósł zwycięstwo nad spadkowiczem z Bundesligi MSV Duisburg 3:2. W rewanżu rozegranym tydzień później w Meerbeck Motor przegrał 1:4. Do Motoru przybyli między innymi Janusz Kudyba, grający poprzednio w Lechii Piechowice i Janusz Kotwica z AZS-u Biała Podlaska, do zespołu powrócił Ireneusz Lorenc, który nosił się z zamiarem odejścia do Śląska Wrocław.

### Runda jesienna
Sezon 1982/1983 Motor zainaugurował meczem z Avią w Świdniku, przełożonym z 1 na 4 sierpnia 1982, ze względu na występ lubelskiego zespołu w ostatniej kolejce grupy IV Pucharu Intertoto. W pierwszej połowie przewagę mieli lublinianie, czego efektem była strzelona w 31. minucie bramka przez Marka Komosę. Pierwszy celny strzał piłkarze Avii oddali w 42. minucie, kiedy to Andrzeja Rejmana próbował zaskoczyć były gracz Motoru Bolesław Mącik. W drugiej połowie po kilku dogodnych sytuacji Avii, na siedem minut przed końcem meczu do wyrównania doprowadził Tadeusz Grula i spotkanie zakończyło się wynikiem 1:1. W drugiej kolejce derby Lublina zgromadziły na trybunach stadionu przy al. Zygmuntowskich 15 tysięcy widzów. Pierwszą bramkę zdobyła Lublinianka w 54. minucie po strzale Marka Leszczyńskiego, wyrównał w 67. minucie Stefan Krawczyk. W barwach Motoru zadebiutował Mirosław Sajewicz, który w poprzednich dwóch sezonach zdobywał mistrzostwo Polski z Widzewem Łódź. Wyjazdowy mecz z Koroną Kielce Motor ponownie zremisował 1:1. W 7. minucie lubelski zespół objął prowadzenie po bramce Andrzeja Popa, który otrzymał podanie od Jarosława Kotwicy. Wyrównał na dwie minuty przed końcem spotkania Mirosław Misiowiec po rzucie wolnym z trzech metrów. W czwartej kolejce lubelska ekipa podejmowała Radomiaka Radom. Mecz zakończył się pierwszą w sezonie wygraną podopiecznych Lesława Ćmikiewicza 1:0. W 6. minucie strzałem z 17 metrów bramkę zdobył Stefan Krawczyk. Po czterech rozegranych spotkaniach, Motor z dorobkiem pięciu punktów zajmował czwartą pozycją, z dwupunktową stratą do lidera Polonii Bytom.
4 września Motor odniósł pierwszą porażkę w rozgrywkach, ulegając w Knurowie z Górnikiem 0:2. Przy drugiej bramce udział miał były reprezentant Polski Zygfryd Szołtysik. W następnej kolejce zajmujący dziewiąte miejsce Motor podejmował szósty w tabeli Raków Częstochowa. Wynik meczu otworzył w 24. minucie Wojciech Rabenda z podania Stefana Krawczyka. W pierwszej połowie przeważali lublinianie, jednak tuż przed przerwą po wykonaniu rzutu wolnego i zamieszaniu w polu karnym Raków doprowadził do wyrównania. Zwycięską bramkę zdobył debiutujący przed lubelską publicznością Janusz Kudyba w 74. minucie. Siódmy mecz w sezonie Motor rozgrywał Bielsku-Białej ze Stalą, którą kilka dni wcześniej objął Bronisław Waligóra. W drużynie Stali wystąpił Tomasz Arceusz, w sierpniu jeszcze zawodnik Motoru, który po indywidualnej akcji w 46. minucie wyprowadził gospodarzy na prowadzenie. Na kwadrans przed końcem wyrównał Janusz Kudyba, jednak w trzech ostatnich minutach dzięki bramkom Grzegorza Więzika i Jerzego Linnerta, Stal odniosła zwycięstwo 3:1. W następnej kolejce Motor zremisował na własnym boisku z Hutnikiem Kraków 1:1, i mimo że spadł na jedenaste miejsce, to strata do liderującego Radomiaka wynosiła tylko dwa punkty.
W wyjazdowym meczu z Polonią Bytom, przeważali gospodarze, akcje Motoru zaś ograniczały się głównie do wyprowadzania kontrataków. Zwycięską bramkę dla lublinian zdobył, po dośrodkowaniu Ireneusza Lorenca z rzutu wolnego, głową Janusz Kudyba w 88. minucie. W następnym meczu Motor przegrał w Kielcach z Błękitnymi 0:1 i spadł z dziewiątej na jedenastą pozycję. Kolejne dwa spotkania, z Bronią Radom i Stalą Stalowa Wola, Motor zremisował (odpowiednio 1:1 i 0:0). W meczu w Stalowej Woli dwukrotnie po  strzałach Janusza Kudyby i raz po strzale Grzanki piłka odbiła się od poprzeczki, a w 74. minucie Andrzej Pop nie wykorzystał rzutu karnego. Mecz Motoru z Włókniarzem Pabianice (siódmej z ósmą drużyną w tabeli) zakończył się wygraną lublinian 2:0. Pierwszą bramkę zdobył w 13. minucie Robert Grzanka. Od 27. minuty Motor grał w osłabieniu, po tym jak czerwoną kartkę za faul bez piłki obejrzał Andrzej Pop. W 39. minucie prowadzenie mógł podwyższyć z rzutu karnego Grzanka, ale nie strzelił w pierwszym podejściu i w zarządzonej przez sędziego powtórce. Pomimo gry w dziesiątkę w 56. minucie drugą bramkę dla Motoru zdobył Waldemar Wiater. W przedostatniej kolejce Motor przegrał w Rzeszowie z Resovią 1:2, a tydzień później pokonał u siebie Polonię Warszawa 2:0. Rundę jesienną Motor zakończył na szóstym miejscu z trzypunktową stratą do liderującego Radomiaka Radom.

### Zimowy okres przygotowawczy
Piłkarze Motoru do treningów powrócili 3 stycznia 1983. Do zespołu przybyli z Legii Warszawa obrońca Mirosław Car i napastnik Marek Szaniawski, powrócił do składu także Krzysztof Witkowski, który zakończył służbę wojskową. Ze względu na służbę wojskową do Legii odszedł bramkarz Dariusz Opolski. 11 stycznia zespół wyjechał na dwutygodniowe zgrupowanie do Nowego Targu.
Przed wyjazdem na zgrupowanie do Pionek Motor sparował między innymi z Bronią Radom (3:2), Chełmianką Chełm (2:1), Wisłą Puławy (3:1), Stalą Rzeszów (0:0). Na tygodniowym zgrupowaniu w Pionkach (7–14 lutego) lubelski zespół rozegrał mecze kontrolne z Prochem Pionki (5:0) i Czarnymi Radomsko (2:2).
20 lutego Motor rozegrał mecz sparingowy z Legią w Warszawie, w barwach której wystąpił Dariusz Opolski. Spotkanie zakończyło się zwycięstwem Legii 3:2. Trzy dni później zespół udał się na dwutygodniowe zgrupowanie do Kamienia, gdzie sparował z Ruchem Chorzów (1:1), Błękitnymi Kielce (2:1), Odrą Wodzisław (0:0), Szombierkami Bytom (0:1) i GKS-em Tychy (1:0). W ostatnim meczu sparingowym Motor zremisował z Jagiellonią Białystok 1:1.

### Runda wiosenna
Na inaugurację rundy wiosennej Motor pokonał Avię Świdnik 3:0. Tydzień później derby Lublina zgromadziły na trybunach stadionu na Wieniawie 10 tysięcy widzów. W meczu, w którym przewagę miał Motor, padła jedna bramka. W 5. minucie po zamieszaniu w polu karnym bramkarza Lublinianki Jerzego Kycia pokonał Wojciech Rabenda. W Wielką Sobotę na stadionie przy al. Zygmuntowskich piąty w tabeli Motor podejmował szóstą Koronę Kielce, beniaminka II ligi. Mecz zakończył się bezbramkowym remisem. W 79. minucie bramkarz Korony Stanisław Goska sfaulował w polu karnym sfaulował Wojciecha Rabendę i prowadzący to spotkanie Kazimierz Mikołajewski podyktował „jedenastkę”, której nie wykorzystał Janusz Kudyba. Na spotkanie dwóch czołowych drużyn II ligi grupy II – Motoru i Radomiaka – wyznaczono arbitra klasy międzynarodowej Alojzego Jarguza. Wynik meczu otworzył w 60. minucie pomocnik gospodarzy Jan Matuszewski. Trzy minuty później szansę na wyrównanie miał Motor, jednak po strzale głową Wojciecha Rabendy piłkę z linii bramkowej wybił obrońca Radomiaka. W 69. minucie wynik meczu ustalił Marek Wojdaszka. Po wygranej nad Motorem Radomiak objął pozycję lidera, Motor zaś utrzymał piątą pozycję.
W sobotę, 16 kwietnia, Motor wygrał z trzecim w tabeli Górnikiem Knurów 2:0. Obydwie bramki padły w pierwszej połowie. Pierwszą zdobył Waldemar Fiuta strzałem zza pola karnego, drugą Andrzej Pop i choć goście mieli kilka dogodnych sytuacji, to wynik nie uległ zmianie. W tej samej kolejce punkty straciły też trzy pierwsze zespoły z tabeli: Radomiak przegrał na wyjeździe z Błękitnymi, Hutnik u siebie przegrał z Rakowem, a mecz Resovii z warszawską Polonią zakończył się bezbramkowym remisem. W tej sytuacji strata Motoru do liderującego Radomiaka wynosiła dwa punkty. Wyjazdowy mecz w Częstochowie z Rakowem zakończył się wynikiem remisowym 0:0. W drugiej połowie pomimo przewagi piłkarze Motoru nie zdołali pokonać bramkarza gospodarzy Edwarda Boguckiego. Tydzień później Motor wziął rewanż za porażkę w rundzie jesiennej ze BKS Stalą Bielsko-Biała, prowadzoną przez Bronisława Waligórę i wygrał 3:0. Mimo przewagi lubelskiej ekipy od początku spotkania, pierwsza bramka padła w drugiej połowie. W 60. minucie po zagraniu ręką w polu karnym obrońcy Stali Bogdana Łukasiaka, prowadzący ten mecz sędzia klasy międzynarodowej Włodzimierz Bródka podyktował rzut karny dla Motoru, którego wykorzystał Wiktor Pełkowski. W 74. minucie po indywidualnej akcji wynik podwyższył Krzysztof Witkowski, a pięć minut po dośrodkowaniu Krzysztofa Wójtowicza bramkę na 3:0 zdobył głową Janusz Kudyba. W wyniku porażki Radomiaka w wyjazdowym meczu ze Stalą Stalowa Wola, strata trzeciego Motoru do duetu Resovia–Radomiak zmalała do jednego punktu.
8 maja, Motor mierzył się w Krakowie z będącym na szóstym miejscu, ale mającym punkt straty do lubelskiej ekipy Hutnikiem. Mecz rozpoczął się od ataków Motoru i już w 3. minucie Mirosław Sajewicz, który otrzymał podanie z rzutu wolnego od Roberta Grzanki, trafił w słupek, a celnie dobił Andrzej Pop. W 15. minucie po dośrodkowaniu Sajewicza, na 2:0 bramkę głową zdobył Janusz Kudyba. Dwubramkowe prowadzenie wprowadziło rozluźnienie wśród piłkarzy Motoru i trzy minuty później Kazimierz Putek strzelił kontaktowego gola. W 28. minucie kolejną bramkę dla lublinian zdobył strzałem z 20 metrów Roman Dębiński i po pierwszej połowie prowadził Motor 3:1. W drugiej połowie gospodarze po zdobyciu drugiej bramki dążyli do wyrównania, ale ostatecznie mecz zakończył się zwycięstwem Motoru. Po remisie Radomiaka z Włókniarzem Pabianice, Motor awansował na pozycję wicelidera. 14 maja na meczu z walczącą o utrzymanie bytomską Polonią zjawiło się 12 tysięcy widzów. Prowadzenie dla gości uzyskał w 27. minucie Bolesław Gruszka, jednak siedem minut później po zespołowej akcji wyrównał Janusz Kudyba. W 60. minucie pojawił się na boisku Marek Szaniawski, który zaliczył asystę przy golu Andrzeja Popa, a następnie wywalczył rzut karny, którego wykorzystał Pop. Po zwycięstwie nad Polonią i remisie Resovii z Radomiakiem, Motor po raz pierwszy w sezonie 1982/1983 objął pozycję lidera. W następnej kolejce Motor zremisował z Błękitnymi Kielce i Resovia po zwycięstwie w Knurowie ponownie objęła fotel lidera. W następnych trzech meczach zarówno Motor jak i Resovia odniosły zwycięstwa i na dwie kolejki przed końcem czołówka tabeli prezentowała się następująco:
| Poz | Klub         | M  | Pkt | Bz | Bs |
| --- | ------------ | -- | --- | -- | -- |
| 1.  | Resovia      | 28 | 38  | 37 | 25 |
| 2.  | Motor Lublin | 28 | 37  | 41 | 22 |

Mecz pomiędzy Motorem a Resovią rozegrano w niedzielę, 19 czerwca. W 13. minucie obrońca gości Janusz Szarek sfaulował Krzysztofa Witkowskiego, a sędziujący to spotkanie Edward Norek odgwizdał rzut wolny z odległości około 25 metrów od bramki Henryka Pawiłowskiego. Do piłki podszedł obrońca Motoru Mirosław Car i mocnym strzałem zdobył prowadzenie dla lublinian. Cztery minuty później Resovia mogła doprowadzić do wyrównania, jednak Sergiusz Siekieryn trafił w słupek bramki Zygmunta Kalinowskiego. Dwie minuty po rozpoczęciu drugiej połowy Mirosław Car podwyższył wynik, strzelając ponownie z rzutu wolnego z ponad 30 metrów. Pomimo dwubramkowej straty Resovia próbowała zmniejszyć rozmiary porażki. W 68. minucie po zespołowej akcji Pop strzelił trzeciego gola, a na trzy minuty przed końcem meczu ten sam zawodnik ustalił wynik spotkania na 4:0 dla Motoru. Na trybunach stadionu przy al. Zygmuntowskich zanotowano rekord frekwencji. Spotkanie lidera z wiceliderem obejrzało 30 tysięcy widzów. Na mecz ostatniej kolejki z Polonią w Warszawie przyznano lubelskim kibicom 5 tysięcy biletów. Motor przypieczętował awans do ekstraklasy wygrywając 1:0. Bramkę zdobył Andrzej Pop, po dośrodkowaniu Wojciecha Rabendy.

## Mecze ligowe w sezonie 1982/1983
| Data                 | Przeciwnik          | D/W | Miejsce                         | Wynik M/P | Strzelcy                                  | Widzów   | Źródło        |
| -------------------- | ------------------- | --- | ------------------------------- | --------- | ----------------------------------------- | -------- | ------------- |
|                      |                     |     |                                 |           |                                           |          |               |
| RUNDA JESIENNA       |                     |     |                                 |           |                                           |          |               |
|                      |                     |     |                                 |           |                                           |          |               |
| 4 sierpnia 1982      | Avia Świdnik        | W   | Świdnik                         | 1:1       | Komosa 31'                                | 3 tys.   | [ 11 ] [ 56 ] |
| 15 sierpnia 1982     | Lublinianka         | D   | Stadion przy al. Zygmuntowskich | 1:1       | Krawczyk 67'                              | 15 tys.  | [ 12 ] [ 57 ] |
| 22 sierpnia 1982     | Korona Kielce       | W   | Stadion Korony                  | 1:1       | Pop 7'                                    | 6 tys.   | [ 13 ] [ 58 ] |
| 29 sierpnia 1982     | Radomiak Radom      | D   | Stadion przy al. Zygmuntowskich | 1:0       | Krawczyk 6'                               | 10 tys.  | [ 14 ] [ 59 ] |
| 4 września 1982      | Górnik Knurów       | W   | Stadion Górnika                 | 0:2       |                                           | 1,5 tys. | [ 15 ] [ 60 ] |
| 12 września 1982     | Raków Częstochowa   | D   | Stadion przy al. Zygmuntowskich | 2:1       | Rabenda 24', Kudyba 74'                   | 7 tys.   | [ 16 ] [ 61 ] |
| 18 września 1982     | Stal Bielsko-Biała  | W   | Stadion BKS-u                   | 1:3       | Kudyba 74'                                | 1 tys.   | [ 17 ] [ 62 ] |
| 26 września 1982     | Hutnik Kraków       | D   | Stadion przy al. Zygmuntowskich | 1:1       | Kudyba 63'                                | 5 tys.   | [ 18 ] [ 63 ] |
| 2 października 1982  | Polonia Bytom       | W   | Stadion Polonii                 | 1:0       | Kudyba 88'                                | 1,5 tys. | [ 19 ] [ 64 ] |
| 10 października 1982 | Błękitni Kielce     | W   | Kielce                          | 0:1       |                                           | 4 tys.   | [ 20 ] [ 65 ] |
| 17 października 1982 | Broń Radom          | D   | Stadion przy al. Zygmuntowskich | 1:1       | Pop 17'                                   | 3,5 tys. | [ 21 ] [ 66 ] |
| 24 października 1982 | Stal Stalowa Wola   | W   | Stadion Stali                   | 0:0       |                                           | 3 tys.   | [ 22 ] [ 67 ] |
| 31 października 1982 | Włókniarz Pabianice | D   | Stadion przy al. Zygmuntowskich | 2:0       | Grzanka 13', Wiater 56'                   | 2,5 tys. | [ 23 ] [ 68 ] |
| 7 listopada 1982     | Resovia             | W   | Rzeszów                         | 1:2       | Rabenda 84'                               | 4 tys.   | [ 24 ] [ 69 ] |
| 14 listopada 1982    | Polonia Warszawa    | D   | Stadion przy al. Zygmuntowskich | 2:0       | Wójtowicz 48', Kudyba 77'                 | 2 tys.   | [ 25 ] [ 70 ] |
|                      |                     |     |                                 |           |                                           |          |               |
| RUNDA WIOSENNA       |                     |     |                                 |           |                                           |          |               |
|                      |                     |     |                                 |           |                                           |          |               |
| 20 marca 1983        | Avia Świdnik        | D   | Stadion przy al. Zygmuntowskich | 3:0       | Wójtowicz 25', Kudyba 65', Pop 68'        | 12 tys.  | [ 35 ] [ 71 ] |
| 27 marca 1983        | Lublinianka         | W   | Stadion Lublinianki             | 1:0       | Rabenda 5'                                | 10 tys.  | [ 36 ] [ 72 ] |
| 2 kwietnia 1983      | Korona Kielce       | D   | Stadion przy al. Zygmuntowskich | 0:0       |                                           | 10 tys.  | [ 37 ] [ 73 ] |
| 10 kwietnia 1983     | Radomiak Radom      | W   | Stadion Radomiaka               | 0:2       |                                           | 10 tys.  | [ 38 ] [ 39 ] |
| 16 kwietnia 1983     | Górnik Knurów       | D   | Stadion przy al. Zygmuntowskich | 2:0       | Fiuta 9', Pop 40'                         | 6 tys.   | [ 40 ] [ 74 ] |
| 23 kwietnia 1983     | Raków Częstochowa   | W   | Stadion Rakowa                  | 0:0       |                                           | 3 tys.   | [ 41 ] [ 42 ] |
| 30 kwietnia 1983     | Stal Bielsko-Biała  | D   | Stadion przy al. Zygmuntowskich | 3:0       | Pełkowski 60', Witkowski 75', Kudyba 79'  | 8 tys.   | [ 43 ] [ 44 ] |
| 8 maja 1983          | Hutnik Kraków       | W   | Stadion Hutnika                 | 3:2       | Pop 3', Kudyba 15', Dębiński 28'          | 5 tys.   | [ 45 ] [ 75 ] |
| 14 maja 1983         | Polonia Bytom       | D   | Stadion przy al. Zygmuntowskich | 3:1       | Kudyba 35', Pop 66', 79' (k),             | 12 tys.  | [ 46 ] [ 76 ] |
| 21 maja 1983         | Błękitni Kielce     | D   | Stadion przy al. Zygmuntowskich | 1:1       | Kudyba 83'                                | 10 tys.  | [ 47 ] [ 77 ] |
| 28 maja 1983         | Broń Radom          | W   | Stadion Broni                   | 4:1       | Leszczyński 22', 44', Szaniawski 34', 48' | 3 tys.   | [ 48 ] [ 78 ] |
| 4 czerwca 1983       | Stal Stalowa Wola   | D   | Stadion przy al. Zygmuntowskich | 3:1       | Witkowski 23', Fiuta 45', Rabenda 85'     | 14 tys.  | [ 49 ] [ 44 ] |
| 12 czerwca 1983      | Włókniarz Pabianice | W   | Pabianice                       | 3:0       | Pop 53', 65', Leszczyński 71'             | 5 tys.   | [ 50 ] [ 79 ] |
| 19 czerwca 1983      | Resovia             | D   | Stadion przy al. Zygmuntowskich | 4:0       | Car 13', 47', Pop 67', 88'                | 30 tys.  | [ 51 ] [ 52 ] |
| 26 czerwca 1983      | Polonia Warszawa    | W   | Stadion Polonii                 | 1:0       | Pop 27'                                   | 6 tys.   | [ 54 ] [ 55 ] |

## Kadra
| Zawodnik               | Data ur.   | Występy        | Bramki         |                |                | Występy        | Bramki         |                |                | Występy   | Bramki    | Poprzedni klub     |           |
| Zawodnik               | Data ur.   | RUNDA JESIENNA | RUNDA JESIENNA | RUNDA JESIENNA | RUNDA JESIENNA | RUNDA WIOSENNA | RUNDA WIOSENNA | RUNDA WIOSENNA | RUNDA WIOSENNA | SEZON     | SEZON     | Poprzedni klub     |           |
| Bramkarze              | Bramkarze  | Bramkarze      | Bramkarze      | Bramkarze      | Bramkarze      | Bramkarze      | Bramkarze      | Bramkarze      | Bramkarze      | Bramkarze | Bramkarze | Bramkarze          | Bramkarze |
| ---------------------- | ---------- | -------------- | -------------- | -------------- | -------------- | -------------- | -------------- | -------------- | -------------- | --------- | --------- | ------------------ | --------- |
| Zygmunt Kalinowski     | 2.05.1949  | —              | —              | —              | —              | 15             |                |                |                | 15        |           | Polonia Sydney     |           |
| Andrzej Rejman         | 6.12.1955  | 8              |                |                |                |                |                |                |                | 8         |           | Gwardia Koszalin   |           |
| Dariusz Opolski        | 23.09.1961 | 7              |                |                |                | —              | —              | —              | —              | 7         |           | wychowanek         |           |
| Obrońcy                |            |                |                |                |                |                |                |                |                |           |           |                    |           |
| Modest Boguszewski     | 8.01.1963  | 13             |                | 2              |                | 6 (2)          |                |                |                | 19 (2)    |           | wychowanek         |           |
| Mirosław Car           | 24.11.1960 | —              | —              | —              | —              | 8 (3)          | 2              | 2              |                | 8 (3)     | 2         | Legia Warszawa     |           |
| Roman Dębiński         | 21.05.1956 | 7              |                | 1              |                | 14             | 1              | 1              |                | 21        | 1         | Stal Poniatowa     |           |
| Waldemar Fiuta         | 10.04.1958 | 14             |                |                |                | 15             | 2              | 1              |                | 29        | 2         | wychowanek         |           |
| Robert Grzanka         | 6.09.1962  | 9 (2)          | 1              |                |                | 11 (2)         |                |                |                | 20 (4)    | 1         | Mazur Karczew      |           |
| Wiktor Pełkowski       | 9.06.1957  | 13             |                | 1              |                | 14             | 1              | 1              |                | 27        | 1         | Lublinianka        |           |
| Waldemar Wiater        | 5.05.1954  | 15             | 1              |                |                | 6 (1)          |                |                |                | 21 (1)    | 1         | wychowanek         |           |
| Krzysztof Wójtowicz    | 28.01.1959 | 9 (1)          | 1              |                |                | 8              | 1              | 1              |                | 17 (1)    | 2         | wychowanek         |           |
| Pomocnicy i napastnicy |            |                |                |                |                |                |                |                |                |           |           |                    |           |
| Tomasz Arceusz         | 11.09.1959 | 0 (1)          |                | 1              |                | —              | —              | —              | —              | 0 (1)     |           | Ursus Warszawa     |           |
| Jarosław Góra          | 17.10.1964 | 1 (2)          |                |                |                |                |                |                |                | 1 (2)     |           | Budowlani Lublin   |           |
| Marek Komosa           | 10.06.1959 | 6              | 1              |                |                |                |                |                |                | 6         | 1         | Ursus Warszawa     |           |
| Jarosław Kotwica       | ??.??.???? | 5 (2)          |                | 1              |                | —              | —              | —              | —              | 5 (2)     |           | AZS Biała Podlaska |           |
| Stefan Krawczyk        | 20.03.1961 | 4 (7)          | 2              |                |                |                |                |                |                | 4 (7)     | 2         | wychowanek         |           |
| Janusz Kudyba          | 12.07.1961 | 10 (2)         | 5              | 1              |                | 13 (1)         | 5              | 2              |                | 23 (3)    | 10        | Lechia Piechowice  |           |
| Marek Leszczyński      | 14.01.1958 | —              | —              | —              | —              | 3 (2)          | 3              |                |                | 3 (2)     | 3         | Lublinianka        |           |
| Ireneusz Lorenc        | 30.09.1952 | 13 (1)         |                | 1              |                |                |                |                |                | 13 (1)    |           | Zagłębie Lubin     |           |
| Andrzej Pop            | 10.10.1953 | 13             | 2              |                | 1              | 14 (1)         | 10             |                |                | 27 (1)    | 12        | Stal Kraśnik       |           |
| Wojciech Rabenda       | 20.04.1957 | 9 (5)          | 2              |                |                | 15             | 2              | 1              |                | 24 (5)    | 4         | Szombierki Bytom   |           |
| Mirosław Sajewicz      | 24.04.1956 | 7              |                |                |                | 5 (5)          |                | 1              |                | 12 (5)    |           | Widzew Łódź        |           |
| Marek Szaniawski       | 10.10.1960 | —              | —              | —              | —              | 10 (2)         | 2              |                |                | 10 (2)    | 2         | Legia Warszawa     |           |
| Henryk Świętek         | 27.02.1955 | 2 (1)          |                |                |                | 3              |                |                |                | 5 (1)     |           | Motor Praszka      |           |
| Krzysztof Witkowski    | 11.02.1962 | —              | —              | —              | —              | 5 (5)          | 2              |                |                | 5 (5)     | 2         | wychowanek         |           |

## Puchar Intertoto
| Data            | Przeciwnik   | D/W | Miejsce                         | Wynik M/P | Strzelcy                         | Widzów    | Źródło |
| --------------- | ------------ | --- | ------------------------------- | --------- | -------------------------------- | --------- | ------ |
| 26 czerwca 1982 | Lyngby BK    | W   | Kopenhaga                       | 0:0       |                                  | 470       | [ 2 ]  |
| 3 lipca 1982    | FC Luzern    | D   | Stadion Lublinianki             | 2:2       | Pop 2', 86'                      | 2,5 tys.  | [ 3 ]  |
| 10 lipca 1982   | Lyngby BK    | D   | Stadion przy al. Zygmuntowskich | 2:2       | Pełkowski 2', Wiater 26'         | 1 tys.    | [ 4 ]  |
| 17 lipca 1982   | FC Luzern    | W   | Willisau                        | 0:1       |                                  | 850       | [ 5 ]  |
| 24 lipca 1982   | MSV Duisburg | D   | Stadion przy al. Zygmuntowskich | 3:2       | Rabenda 4', Arceusz 75', Pop 83' | 1,5. tys. | [ 6 ]  |
| 31 lipca 1982   | MSV Duisburg | W   | Meerbeck                        | 1:4       | Arceusz 48'                      | 1 tys.    | [ 7 ]  |

Tabela grupy IV
| Poz | Klub         | M | Pkt | Bz | Bs |
| --- | ------------ | - | --- | -- | -- |
| 1.  | Lyngby BK    | 6 | 8   | 11 | 7  |
| 2.  | MSV Duisburg | 6 | 7   | 12 | 7  |
| 3.  | Motor Lublin | 6 | 5   | 8  | 11 |
| 4.  | FC Luzern    | 6 | 4   | 4  | 10 |

## Puchar Polski na szczeblu centralnym
| Data             | Runda | Przeciwnik     | D/W | Miejsce           | Wynik M/P | Strzelcy   | Widzów | Źródło        |
| ---------------- | ----- | -------------- | --- | ----------------- | --------- | ---------- | ------ | ------------- |
| 22 września 1982 | 1/16  | Radomiak Radom | W   | Stadion Radomiaka | 1:3       | Wiater 24' | 6 tys. | [ 80 ] [ 81 ] |